# Frachtbrief

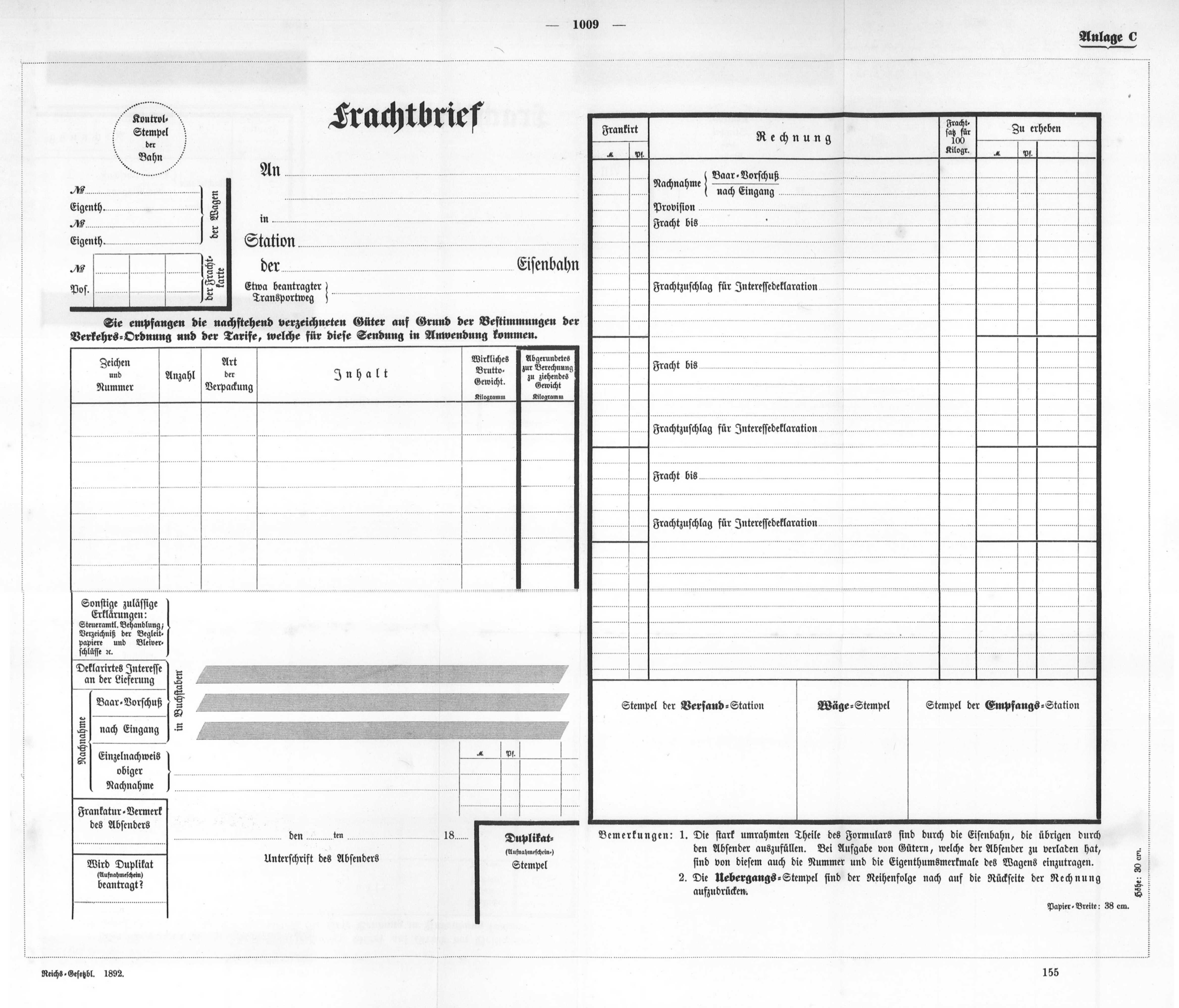
Deutscher Eisenbahnfrachtbrief (November 1892)

Der Frachtbrief (englisch waybill) ist im Frachtgeschäft ein Warenbegleitpapier, das im Frachtverkehr über das Frachtgut ausgestellt wird.

## Allgemeines
Beteiligte im Frachtgeschäft sind der Verkäufer (oder Ablader, Absender, Befrachter, Exporteur), der Frachtführer (Verfrachter) und der Käufer (Empfänger, Importeur). Um das Transportrisiko zu vermindern oder auszuschalten, ist ein Frachtbrief vorgesehen, der unter anderem als Abladebestätigung die Übernahme genau spezifizierter Güter durch den Frachtführer bescheinigt.

## Geschichte

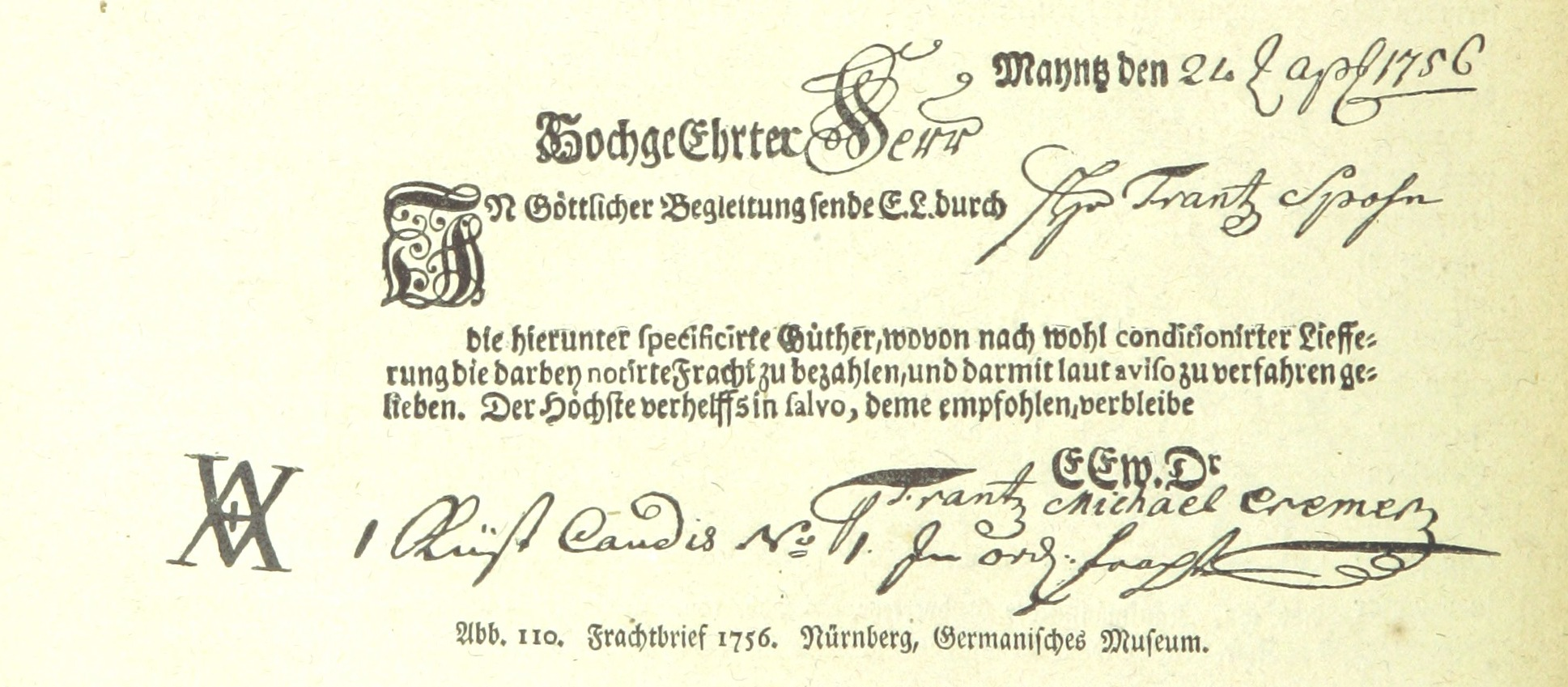
Frachtbrief von 1756

Ursprünglich entstand der Frachtbrief beim Landtransport und in der Binnenschifffahrt, bevor er im Eisenbahn-, Luft- und zuletzt auch im Seetransport eingeführt wurde. Im Jahre 1063 lässt sich in den „Regeln und Bräuchen für das Meer“ von Trani (lateinisch Ordinamento et Consuetudo Maris de Trani) der Vorläufer des heutigen Konnossements feststellen. Danach musste ein öffentlich bestellter und vereidigter Schiffsschreiber ein Verzeichnis (lateinisch cartularium) aller an Bord genommenen Güter erstellen, der Empfänger konnte die Auslieferung der hierin verzeichneten Waren verlangen.
Der erste in Europa zum Einsatz gekommene Land-Frachtbrief datiert aus dem Jahre 1337 und stammte vom Dogen Francesco Dandolo aus Venedig. Erstmals tauchte das deutsche Wort Frachtbrief („fuhrbrieff“ oder „vrachtbrieff“) ersichtlich im Jahre 1610 auf. 1656 erklärte der Dichter Georg Philipp Harsdörffer sehr anschaulich, dass Waren zu Lande und zu Wasser transportiert werden, „weil man nun die Güter den Fuhrleuten oder Schiffern anvertrauet und auffdinget, so muss man die abgesandten Güter und der Fässer zahl, gewichte und gemerck wohl specificiren, und deß fuhrmans namen, auch wo er zu haus gehöret, sambt den bedingten frachtgeldern, und was etwa darauff ausgezahlet worden, alles in den frachtbrief beschrieben, damit es keinen Streit und Irrtum gebt“. Das älteste bekannte deutsche Formular stammte aus 1693. Erhalten ist ein Frachtbrief vom April 1756, der den Transport „mit göttlicher Begleitung“ bescheinigte. Vergleichbar mit dem Seefrachtbrief ist die um 1727 aufgekommene Charter-Partie („Certepartie“), die jedoch weder das Konnossement noch den Frachtbrief ersetzte.
Das Frachtrecht entstand erstmals fragmentarisch im Allgemeinen Preußischen Landrecht (APL), das im Juni 1794 Regelungen für „Fuhrleute“ vorsah (II, 8 §§ 2352-2464 APL), den Frachtbrief jedoch nicht erwähnte. Ein erster Eisenbahnfrachtbrief tauchte 1849 von den Eisenbahn-Verwaltungen auf, ein weiteres Exemplar erschien 1856. Erste genaue Regelungen gab es im ADHGB vom Mai 1861, das Vorschriften für Land- und Binnenschiffstransport (Art. 390 ADHGB) und Eisenbahntransport (Art. 421 Abs. 1 ADHGB) vorsah. Gemäß Art. 391 Abs. 1 ADHGB erbrachte der Frachtbrief Beweis über den zwischen Frachtführer und Absender geschlossenen Frachtvertrag, dessen Inhalt in Art. 392 ADHGB genau vorgeschrieben war. Die Eisenbahn-Verkehrsordnung (EVO) konkretisierte im November 1892 den Inhalt des Eisenbahnfrachtbriefs gesetzlich. Danach musste jede Sendung von einem Frachtbrief begleitet sein, dessen Inhalt in § 51 EVO a. F. geregelt war. Die abgebildete Form des Frachtbriefs ergab sich aus § 52 EVO a. F.
Der Seefrachtbrief galt in Deutschland noch 1974 als unbekannt. Die Transportrechtsreform vom Juli 1998 verschob den Frachtbrief in die §§ 407 ff. HGB. Das deutsche Seehandelsrecht erfuhr im April 2013 eine deutliche Internationalisierung, wodurch erstmals auch die Wahl zwischen einem Konnossement oder einem Seefrachtbrief ermöglicht wurde.

## Arten
Der Frachtbrief ist heute bei allen Transportmitteln gebräuchlich. Je nach Transportmittel hat der Frachtbrief unterschiedliche Bezeichnungen. Zu Lande heißt er CMR-Frachtbrief (Güterkraftverkehr) oder Eisenbahnfrachtbrief (Güterzug), in der Luft Luftfrachtbrief (Luftfrachtverkehr) und zu Wasser Ladeschein (Binnenschifffahrt) oder Seefrachtbrief (Seeschifffahrt).

## Rechtsfragen
Rechtsgrundlage für den Frachtbrief ist § 408 Abs. 1 HGB, der den Mindestinhalt eines Frachtbriefs aufzählt:
- Ort und Tag der Ausstellung,
- Name und Anschrift des Absenders,
- Name und Anschrift des Frachtführers,
- Stelle und Tag der Übernahme des Gutes sowie die für die Ablieferung vorgesehene Stelle,
- Name und Anschrift des Empfängers und eine etwaige Meldeadresse,
- die übliche Bezeichnung der Art des Gutes und die Art der Verpackung, bei Gefahrgut ihre nach den Gefahrgutvorschriften vorgesehene, sonst ihre allgemein anerkannte Bezeichnung,
- Anzahl, Zeichen und Nummern der Frachtstücke (Kolli),
- das Rohgewicht oder die anders angegebene Menge des Gutes,
- die vereinbarte Fracht und die bis zur Ablieferung anfallenden Kosten sowie einen Vermerk über die Frachtzahlung,
- den Betrag einer bei der Ablieferung des Gutes einzuziehenden Nachnahme,
- Weisungen für die Zoll- und sonstige amtliche Behandlung des Gutes,
- eine Vereinbarung über die Beförderung in offenem, nicht mit Planen gedecktem Fahrzeug oder auf Deck.

Diese Aufzählung ist nicht abschließend. Der Frachtführer kann vom Absender die Ausstellung eines Frachtbriefes verlangen. Er wird aufgrund eines Frachtvertrages (§ 407 Abs. 1 HGB) vom Absender ausgestellt und verpflichtet den Frachtführer, das Frachtgut zum Bestimmungsort zu befördern und dort an den Empfänger abzuliefern und verpflichtet den Absender, die vereinbarte Fracht zu zahlen. Der von beiden Vertragsparteien unterzeichnete Frachtbrief dient gemäß § 409 Abs. 1 HGB – bis zum Beweis des Gegenteils – als Nachweis für Abschluss und Inhalt des Frachtvertrages sowie für die Übernahme des Gutes durch den Frachtführer. Der Frachtbrief kann in elektronischer Form ausgestellt werden (§ 408 Abs. 3 HGB). Nach Ankunft des Frachtgutes an der Ablieferungsstelle ist der Empfänger gemäß § 421 Abs. 1 HGB berechtigt, vom Frachtführer zu verlangen, ihm das Frachtgut gegen Erfüllung der Verpflichtungen aus dem Frachtvertrag abzuliefern. Der Empfänger hat nach § 421 Abs. 2 HGB die noch geschuldete Fracht bis zu dem Betrag zu zahlen, der aus dem Frachtbrief hervorgeht.
Der Frachtbrief ist kein Wertpapier oder Traditionspapier wie das Konnossement (§ 513 Abs. 1 HGB) oder der Ladeschein (§ 443 Abs. 1 HGB). Seine Funktion beschränkt sich auf die Abladebestätigung und auf das Sperrpapier.

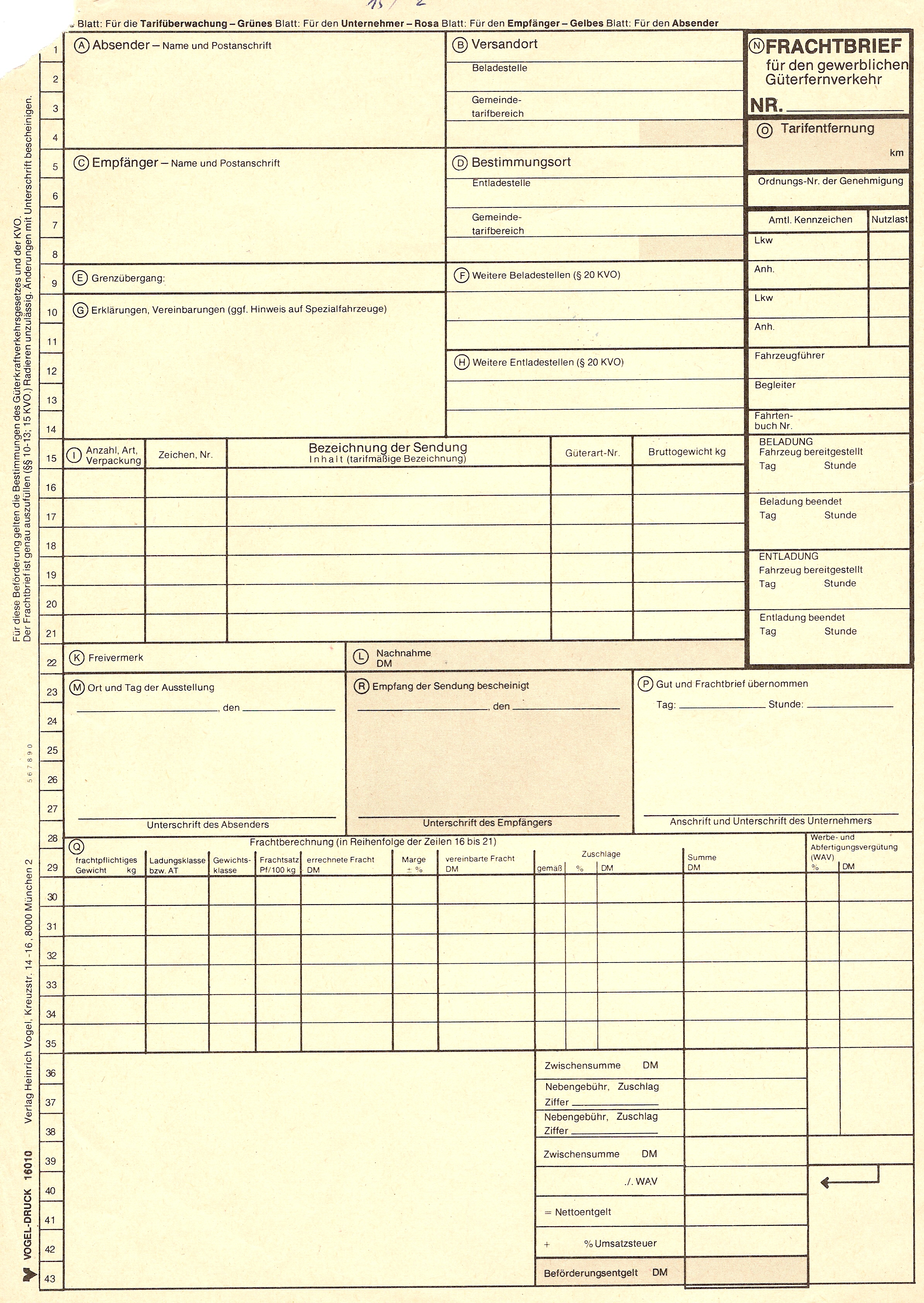
Alter KVO-Frachtbrief (Güterfernverkehr)

Im nationalen deutschen Güterverkehr ist der Frachtbrief seit 1998 mit der Einführung des Transportrechtsreformgesetzes nicht mehr Pflicht, es können auch andere Warenbegleitpapiere, z. B. Lieferscheine, Ladelisten oder Bordero verwendet werden.

### Ausfertigungen
Der Frachtbrief ist in drei Ausfertigungen auszustellen: Ein Exemplar verbleibt beim Absender, eines begleitet das Frachtgut, ein Exemplar ist für den Frachtführer bestimmt (§ 408 Abs. 2, S. 2 HGB). Der Absender hat alle drei Ausfertigungen zu unterzeichnen. Erst alle drei Ausfertigungen im Original zusammen ergeben einen einheitlichen Frachtbrief. Stellt der Absender den Frachtbrief trotz Verlangens des Frachtführers nicht aus, hat der Frachtführer in Bezug auf das zu transportierende Gut ein Zurückbehaltungsrecht nach § 273 BGB.

### Funktionen des Frachtbriefs im Frachtrecht

#### Informationsträgerfunktion
Der Frachtbrief ist seiner Natur nach ein warenbegleitendes Instruktionspapier. Das bedeutet, dass mit dem Frachtbrief der Absender den ersten bzw. nachfolgende Beförderer, aber auch Spediteure, Lagerhalter sowie den Empfänger über Beschaffenheit und Menge des Frachtgutes, über die Beförderungsstrecke und über Maßnahmen informiert, die der Frachtführer im Fall von Beförderungs- und Ablieferungshindernissen zu ergreifen hat. Deshalb begleitet auch eine Ausfertigung des Frachtbriefs das Frachtgut.
Eine Unterzeichnung durch den Frachtführer ist nicht erforderlich (im Gegensatz zu den Bestimmungen nach Art. 5 Abs. 1 CMR oder Art. 6 Abs. 2 des Warschauer Abkommens (WA)). Auf Verlangen des Absenders hat der Frachtführer jedoch den Frachtbrief zu unterzeichnen. Die Beweisfunktion des § 409 HGB kommt jedoch nur dem von beiden Seiten unterzeichneten Frachtbrief zu.

#### Beweisfunktion
Der ordnungsgemäß ausgestellte „und von beiden Seiten unterzeichnete Frachtbrief“ beweist gemäß § 409 HGB den Abschluss und Inhalt des Frachtvertrages sowie die Übernahme des Gutes durch den Frachtführer und begründet die – widerlegbare – Vermutung, dass das Gut und seine Verpackung bei der Übernahme durch den Frachtführer in äußerlich gutem Zustand waren und dass die Anzahl der Frachtstücke und ihre Zeichen und Nummern mit den Angaben im Frachtbrief übereinstimmen, mit der – ähnlich wie bei Art. 9 CMR – über die Vermutung eine Beweislastumkehr verbunden ist. Nach § 292 ZPO ist dann bis zum Beweis des Gegenteils von dem Vorhandensein der angeführten Tatsache auszugehen.
Kann der Frachtführer die Angaben auf dem Frachtbrief nicht überprüfen, kann er einen entsprechenden Vorbehalt in den Frachtbrief eintragen. Fehlt es an einem Frachtbrief oder ist der Frachtbrief nicht ordnungsgemäß unterzeichnet, greift die widerlegbare Beweisvermutung des § 409 HGB nicht ein. Es gelten dann die allgemeinen Beweisregeln. Dem nur von einer Seite unterzeichneten Frachtbrief kann aber im Einzelfall die allgemeine Beweiswirkung einer Urkunde nach § 416 ZPO zukommen, nach der zwar nicht der Inhalt der Erklärung, jedoch ihre Abgabe bewiesen werden kann.

#### Quittungsfunktion
Zudem kommt dem Frachtbrief in Bezug auf zwei unterschiedliche Gegenstände eine Quittungsfunktion (§ 368 BGB) zu:
- für den Übernahmevorgang (§ 409 Abs. 1 Variante 2 HGB),
- für bestimmte Angaben über das Frachtgut (äußerer Zustand, Menge und Zeichen nach § 409 Abs. 2 HGB; Rohgewicht nach § 409 Abs. 3 HGB).

Diese widerleglichen Beweisvermutungen können durch Vorbehalte des Frachtführers, die dieser auf dem Frachtbrief eingetragen hat, ausgeschlossen werden. Diese Vorbehalte müssen zu ihrer Wirksamkeit nicht vom Absender anerkannt werden.

## Funktionen des Frachtbriefs im Zahlungsverkehr
Bei der Abwicklung der Kaufpreiszahlung für das gelieferte Gut kommt dem Frachtbrief in unterschiedlicher Weise Bedeutung zu:

### Zahlung gegen Rechnung
Hier spielt der Frachtbrief im Regelfall keine Rolle.

### Dokumenteninkasso
Beim Dokumenteninkasso liegt dem Kaufvertrag meist die Klausel Kasse gegen Dokumente zugrunde. Dadurch wird die Fälligkeit der Kaufpreisschuld unter Umständen auf den Zeitpunkt der Versendung der Güter vorverlegt, ohne dass der Käufer vor der Zahlung die Ware untersuchen kann.
Das Dokumenteninkasso beruht auf der Sperrwirkung des Frachtbriefs nach § 418 Abs. 6 HGB (sofern in dieser Weise konkret ausgestaltet); ist der Frachtbrief entsprechend ausgestaltet, kann der Weisungsberechtigte sein Verfügungsrecht nur gegen Vorlage der Absenderausfertigung des Frachtbriefs ausüben.
Nach Übergabe des Frachtgutes an den Frachtführer übergibt der Verkäufer seine Frachtbriefausfertigung einem von ihm beauftragten Kreditinstitut, damit dieses das Dokumenteninkasso vornimmt. Dieses beauftragt wiederum im Regelfall eine vom Importeur eingeschaltete Korrespondenzbank, die dem Importeur die Dokumente zur Prüfung vorlegt. Akzeptiert der Importeur und Empfänger des Gutes die Dokumente als vertragsgemäß, wird er seine Bank zur Zahlung des Kaufpreises anweisen; diese wird den Kaufpreis an die Bank des Verkäufers überweisen. Die Bank des Verkäufers erteilt dem Verkäufer dann auf seinem Konto die Gutschrift.
Der Frachtbrief wandelt sich dann in eine Art Kreditsicherheit um, sobald die Bank des Verkäufers die Inkassoforderung vorfinanziert oder im Rahmen des Factoring kauft und dem Verkäufer auf die Übergabe seiner Frachtbriefausfertigung hin Zahlung leistet.

### Dokumentenakkreditiv
Der Käufer der Ware beauftragt ein Kreditinstitut in seinem Importland und eröffnet bei diesem ein Akkreditiv zugunsten des Verkäufers. Das Akkreditiv hat dabei im Wesentlichen Zahlungsfunktion. Die Akkreditivbank sichert dem Auftraggeber dabei zu, dem begünstigten Verkäufer den Kaufpreis auszuzahlen, sobald dieser ihr bestimmte Dokumente vorlegt. Anders als beim Dokumenteninkasso besitzt der Verkäufer bezüglich der Zahlungswilligkeit und -fähigkeit des Käufers kein Zahlungsrisiko, wenn das Akkreditiv unwiderruflich ist. Durch das Akkreditiv erhält der Verkäufer somit einen unabhängigen Zahlungsanspruch direkt gegen die Bank.
Zulässige/übliche Dokumente beim Dokumentenakkreditiv sind die Absenderausfertigung des Frachtbriefs, Art. 24 ERA 600 regelt die Annahmefähigkeit von Transportpapieren des Straßen-, Eisenbahn- oder Binnenschiffstransports durch die Banken. Hierzu zählen das Frachtbriefdoppel mit Sperrfunktion des internationalen Eisenbahnverkehrs, die Erstausfertigung des internationalen Straßengüterverkehrs sowie die Frachtbriefe des nationalen Gütertransports. Art 23 ERA 600 regelt dies für Transportpapiere des Lufttransports.